# Ivan Horváth
Ivan Horváth (26. července 1904 Senica – 5. září 1960 Bratislava) byl slovenský a československý literát, politik a poslanec Prozatímního Národního shromáždění za Komunistickou stranu Slovenska (respektive za KSČ), v 50. letech politicky pronásledovaný.
Byl členem Matice slovenské a Spolku slovenských spisovatelů.

## Biografie

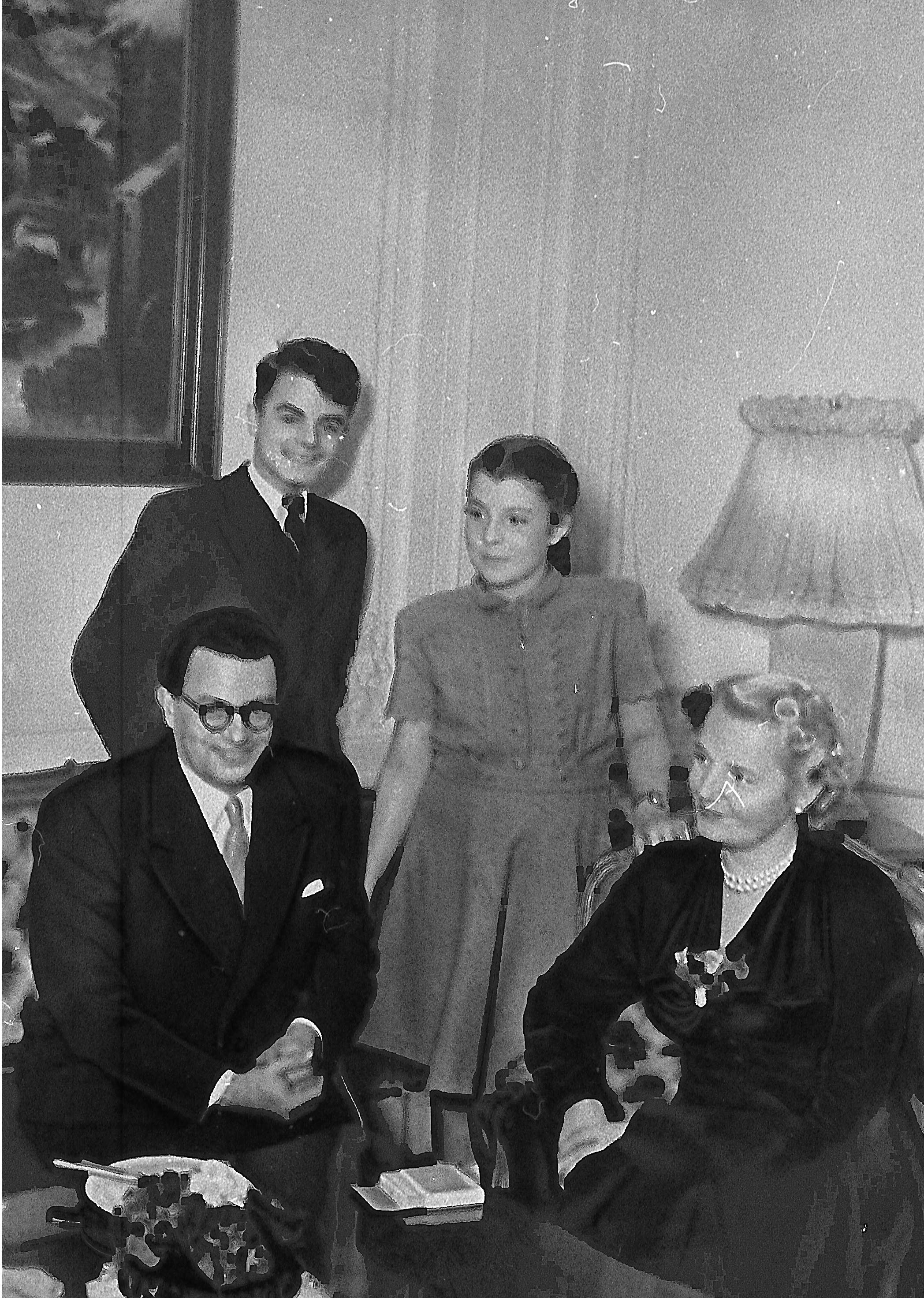
Slovenský spisovatel Ivan Horváth s rodinou

Narodil se v rodině právníka a slovenského národovce Cyrila Horvátha. V letech 1914–1922 studoval na gymnáziu v Bratislavě, pak práva na Univerzitě Komenského (zde promoval roku 1928), Univerzitě Karlově, na univerzitě v Drážďanech a v letech 1924–1927 diplomacii na Sorbonně v Paříži. Ve 30. letech pracoval jako koncipient a advokát, od roku 1939 ve vlastní advokátní praxi v Senici. Za tzv. slovenského štátu se angažoval v odboji v Senici.
Byl signatářem Vánoční dohody, od ledna 1944 byl po kooptaci členem Slovenské národní rady a účastnil se Slovenského národního povstání. Byl tehdy ještě organizován jako sociální demokrat (Horváthův sociálně-filosofický odkaz se zakládá na inklinování k sociální spravedlnosti; i z jeho literárních děl cítit příklon k internacionalismu (fascinace světem a velkými městy jako Paříž), ale význam podtrhuje i pro národní dějiny).
Organizoval a vedl protifašistický odboj v Senici (po boku Juraje Zuščíka Kunova, JUDr. Ivana Hataly, Milana Hataly, Jana Kovára a dalších byl členem ilegálního odboje v Senici; pomáhal prchajícím občanům české národnosti a uprchlíkům z koncentračních táborů; během gardistického honu na partyzány v Prietrži).

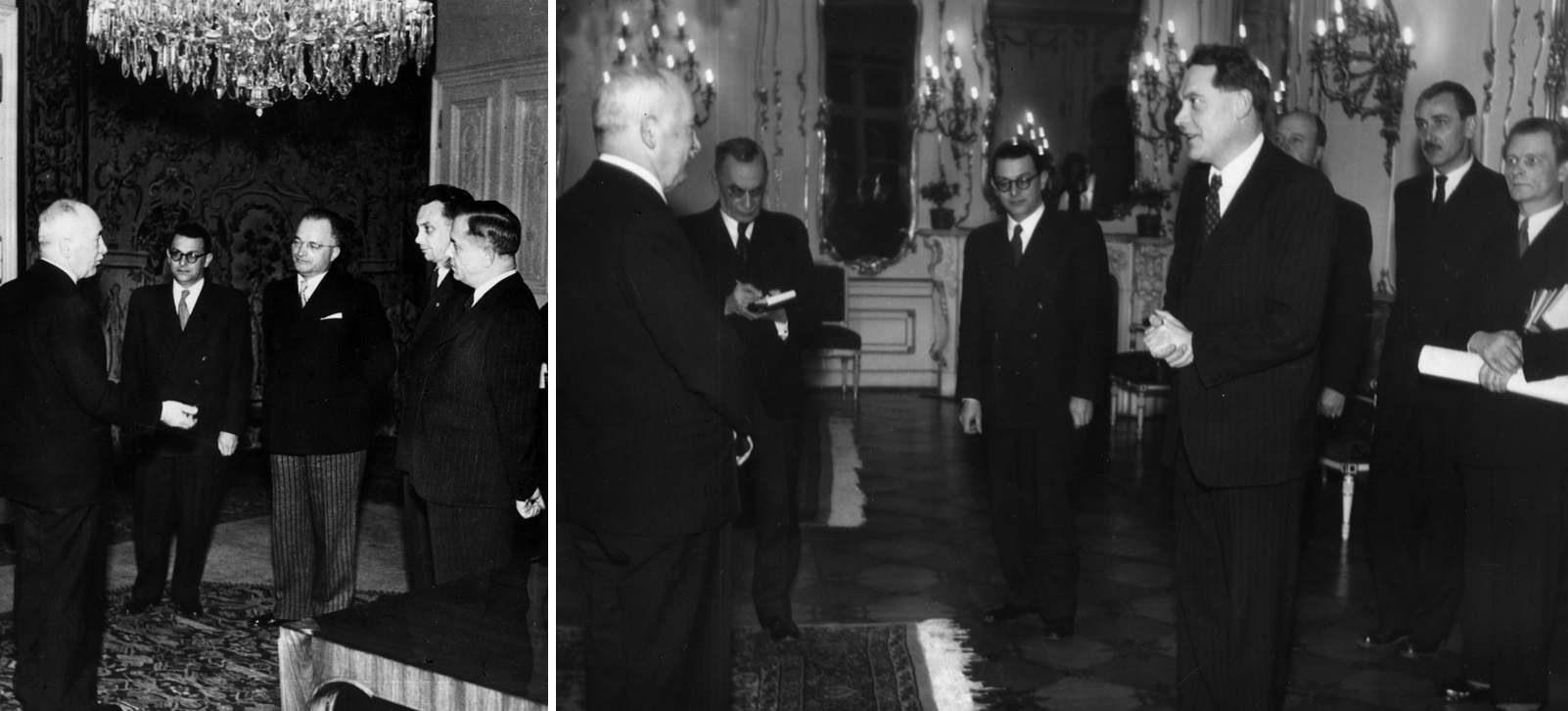
Ivan Horváth u Dr. Beneše

Profiloval se i jako umělec. Měl blízko k okruhu davistů a k umělecké avantgardě (davisty podpořil podpisem v protestu proti zásahu vůči rolníkům v Košútech, zúčastnil se anketě časopisu o Sovětském svazu, přítomen byl i na I. kongresu slovenských spisovatelů v Trenčianských Teplicích, který inicioval Ladislav Novomeský, který mi byl blízkým přítelem). Publikoval krátké prózy, novely a loutkové hry. Překládal z francouzštiny.

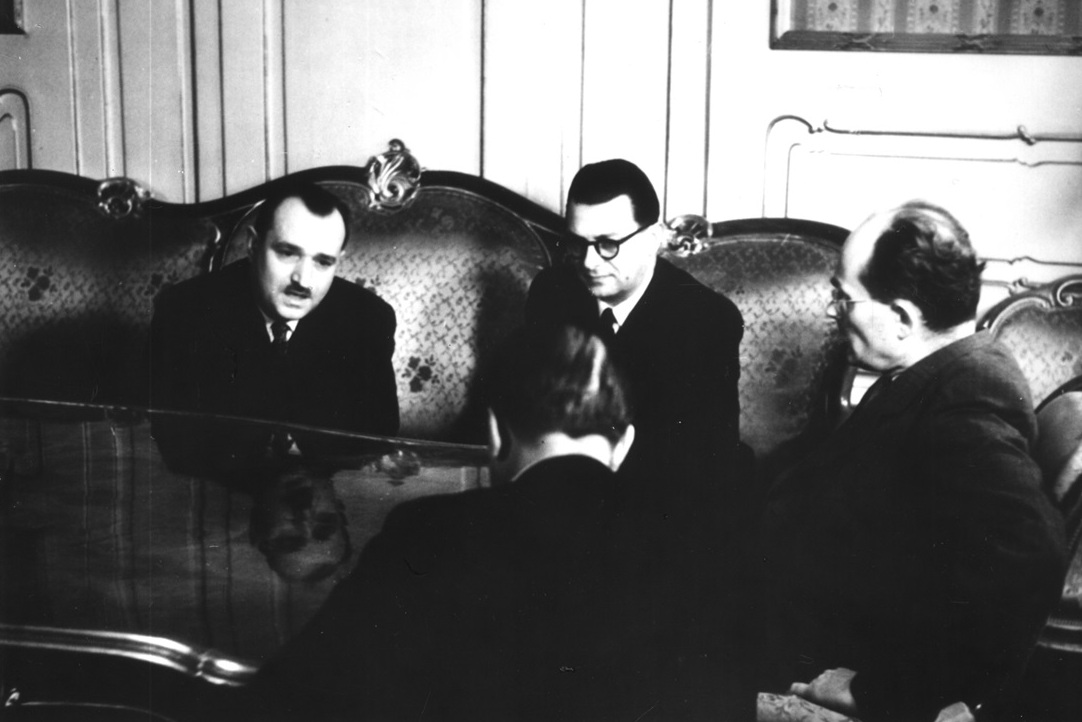
Ivan Horváth u Karola Šmidkeho

Po osvobození se stal členem Ústředního výboru KSS, podle některých zdrojů byl i členem Sboru pověřenců coby pověřenec sociální péče (v přehledu členů Sboru pověřenců ale jeho jméno nefiguruje) a místopředsedou Slovenské národní rady v letech 1945–1948.
Byl zároveň šéfredaktorem časopisu Kultúrny život.

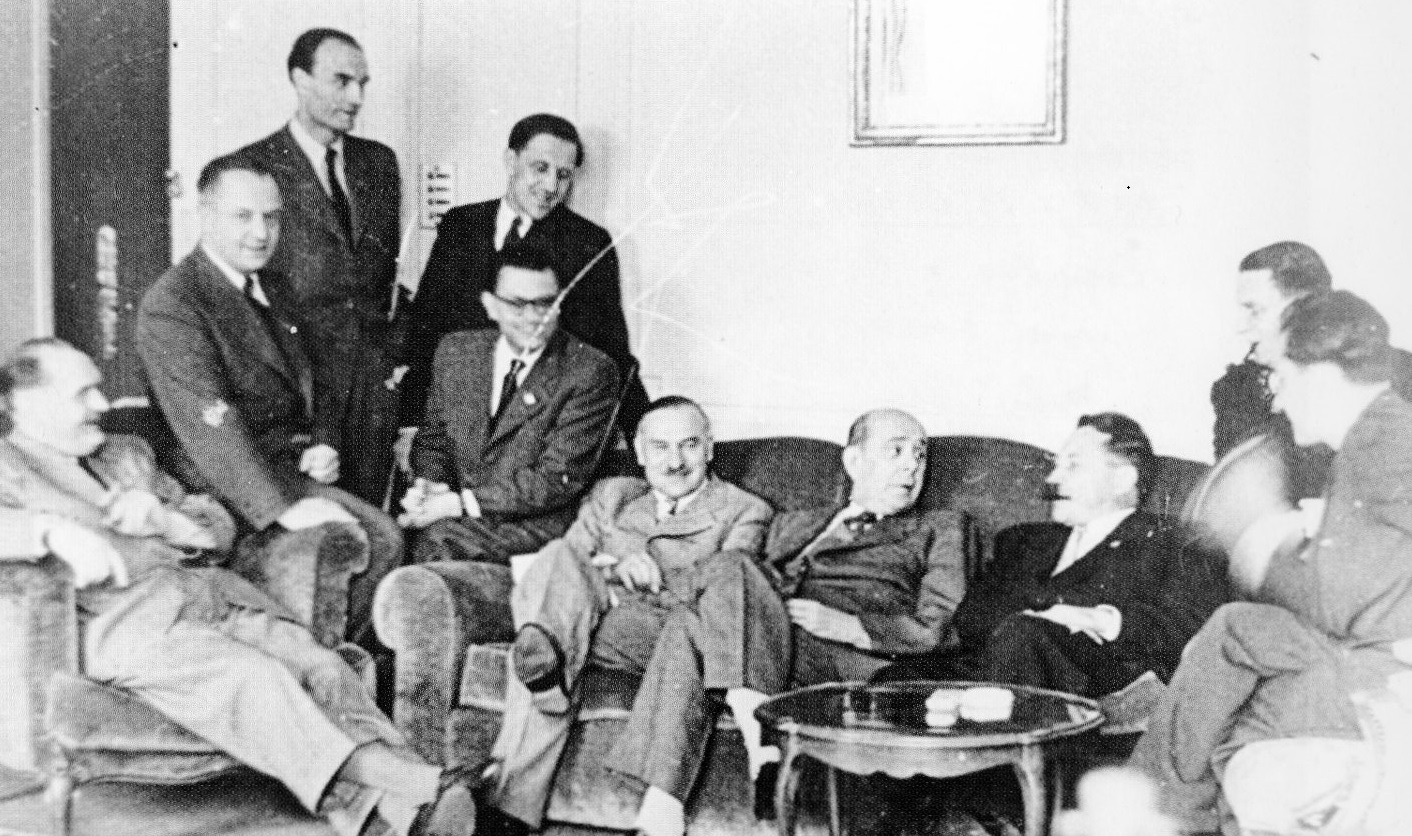
Účastníci konference v Paříži 1946, sedící zleva D. M. Krno, I. Horváth, J. Slávik, J. Masaryk, V. Clementis

V letech 1948–1949 působil jako delegát ČSR při OSN a v období let 1948–1950 coby velvyslanec v Maďarsku. Po boku Vladimíra Clementise se zúčastnil významných událostí jako například ´Mírové konference v Paříži roku 1946 a byl pověřen vypracováním mírové smlouvy pro Itálii. Zastupoval také Československo jako vyslanec na 1. valné shromaždění v New Yorku jako vedoucí československé delegace. Spolu s Danielem Okálím byl při uzavření mírové smlouvy s Maďarskem, vymezení hranic, výměně obyvatelstva a na starost dostal také navrácení kulturního dědictví odvezeného koncem 19. století.
Účastnil se v delegaci Slovenské národní rady, která 1. června 1945 jednala s prezidentem Edvardem Benešem a řešila mimo jiné postavení Slovenska v obnovené republice. Na podzim 1947 se za KSS podílel na mocenském nátlaku na nekomunistické strany na Slovensku s cílem změnit poměry ve prospěch KSS.

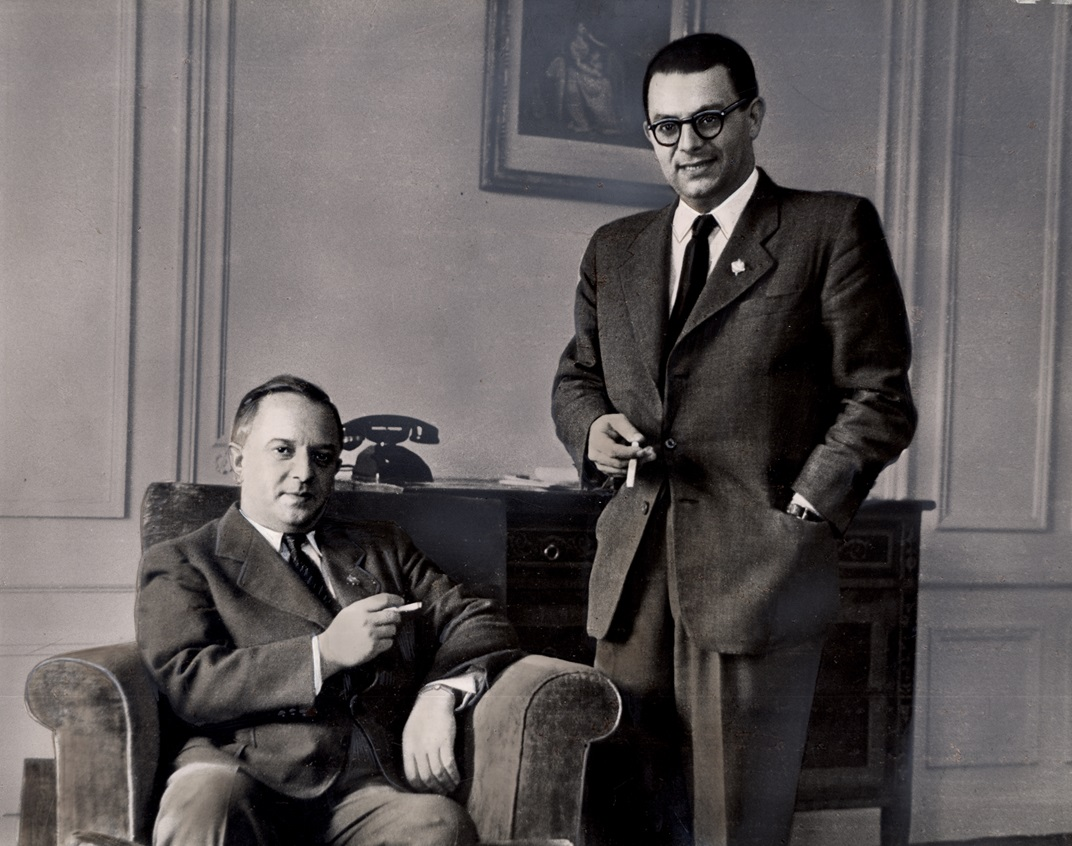
Ivan Horváth s podpředsedou SNR pplk. Milanem Polákem na pařížské mírové konferenci

V letech 1945–1946 byl poslancem Prozatímního Národního shromáždění za KSS. V parlamentu setrval až do parlamentních voleb v roce 1946.
V srpnu 1945 byl delegáty národních výborů zvolen za poslance Slovenské národní rady. Byl jejím místopředsedou. Zasedal zde do roku 1946. Na základě výsledků parlamentních voleb roku 1946 byl zvolen do Slovenské národní rady opětovně.

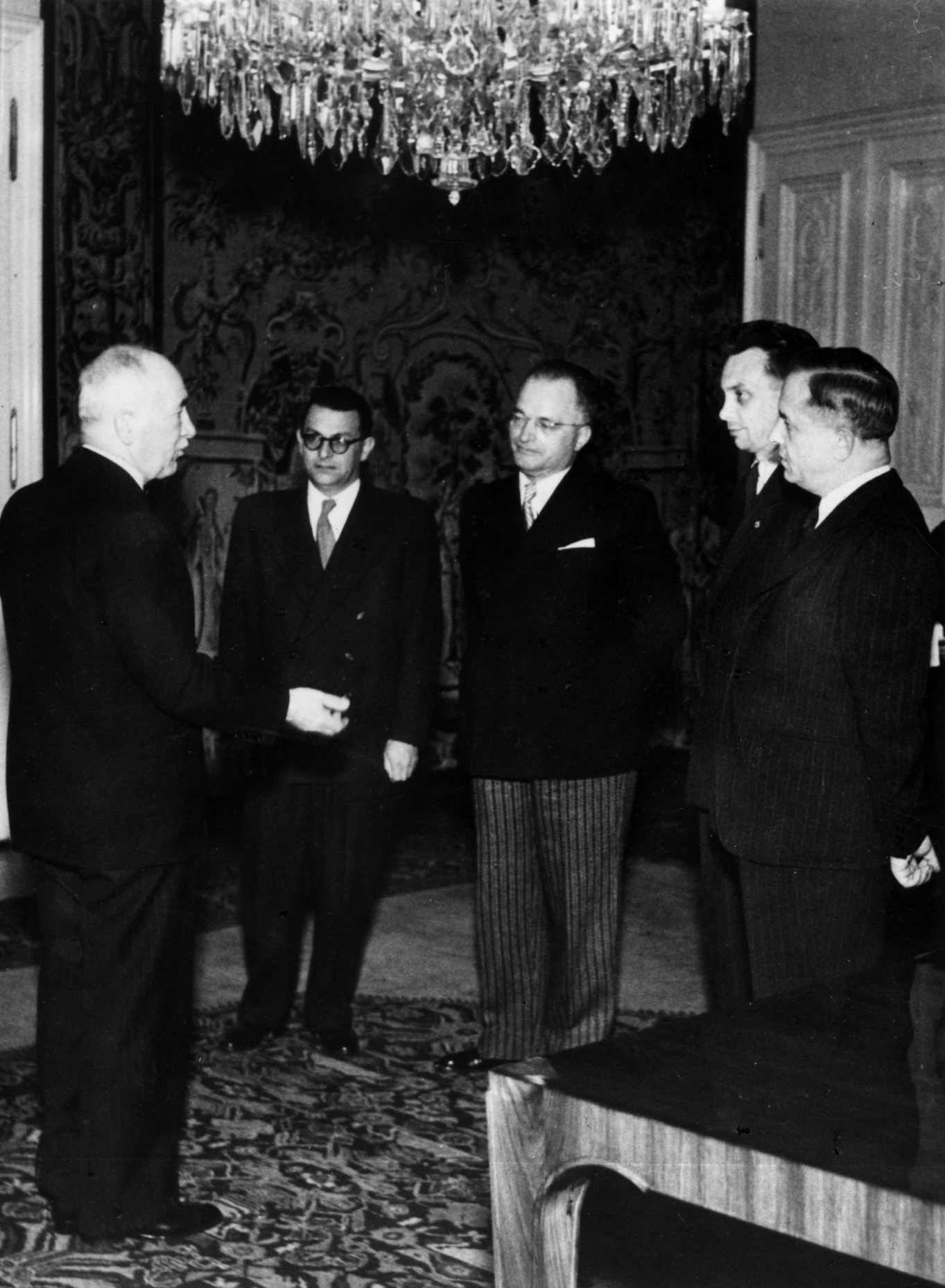
Edvard Beneš s Ivanom Horváthom

V roce 1950 byl v rámci procesů s takzvanými buržoazními nacionalisty obviněn. S vyšetřovateli spolupracoval a doznával se k většině bodů obžaloby. Na cele byl dočasně umístěn s představitelem válečného slovenského státu Šaňo Machem (podle historika Jana Rychlíka patrně za účelem odposlechů). Podle obžaloby se měl účastnit na činnosti buržoazně nacionalistické skupiny, podílel se na vyzvědačství a trestných činech velezrady a sabotáže. V letech 1950–1959 byl vězněn. Po propuštění nastoupil roku 1959 jako zaměstnanec Úřadu sociálního a penzijního zabezpečení v Bratislavě.
Krátce po propuštění zemřel v Bratislavě. Rehabilitovaný byl až po smrti.

## Tvorba

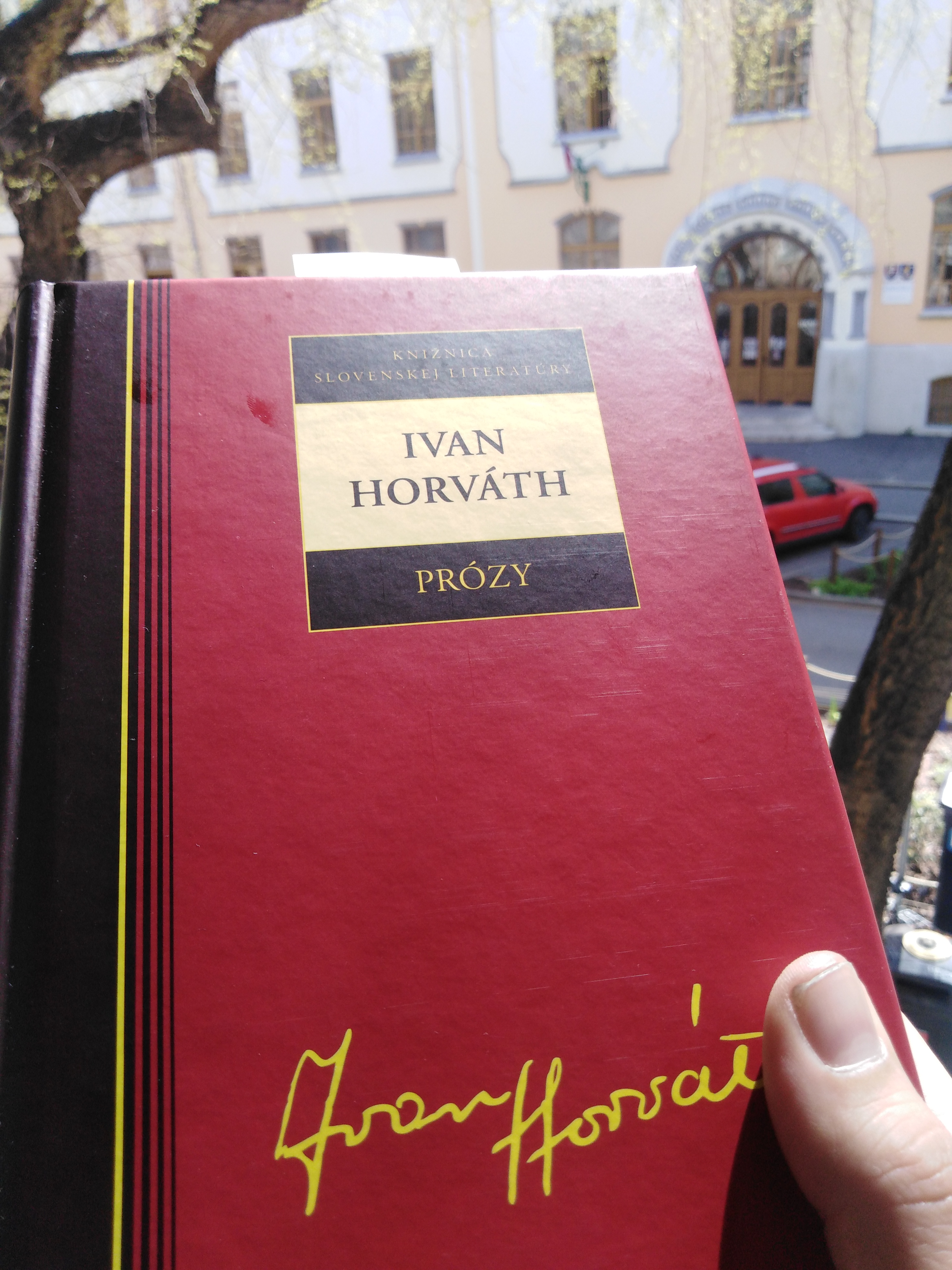
Dílo Ivana Horvátha

Svou prvotinu nazval Mozaika života a snů, a soustředil do ní prózy uvedené časopisecky a doplnil je novými. V prózách naznačil vlastní umělecký přístup k látce, založený na rozporu mezi skutečností a snem. Velkou pozornost věnoval zachycení emocí. Karel Rosenbaum si v textech všímá otázek lásky a zklamání, vášní a pocitů viny, hrubý nános sentimentality, ale také úsilí o vlastní nový pohled na lidské vztahy. Horváthova díla spojuje kompoziční hutnost, snovost, asociativnost a silné emoce a pudy u postav.
Principy aplikované v debutu naplno rozvinul ve druhé knize Člověk na ulici, kterou tvoří cyklus pěti novel Bratři Jurgovi a Laco a Bratislavané. První část je novelistickým zpracováním osudu 4 bratrů, kteří jdou za iluzemi štěstí. Postavy hrdinů trpí vnitřními kolizemi a citovou rozkolísaností. Novela „Laco a Bratislava“ je svěžím, lyricky zabarveným obrazem ze života vysokoškoláků v meziválečné Bratislavě. Pro tuto novelu jsou příznačné prvky poetismu. Literární kritik Daniel Okáli (z Horváthovi blízkému DAVu) popisuje dílo Člověk na ulici jako strindbergovsky laděnou „černou komnatu“, humsonovskou metodu nakolik podle Okáliho autor záměrně vynechal ze svého postupu příčinnou souvislost se zdůvodněním. Významnou roli hraje ve formě „strašení“ podle Okáliho statistická osudovost František Votruba o díle napsal, že aplikuje ve své tvorbě kouzlo náznaků pro radost z umělecké hry a také si všímá jeho smyslu pro detaily od všednosti kuchyní až po determinující obkreslování novelistických a románů. Kniha vyšla v Edici mladých slovenských autorů (vedl Ján Smrek).
Silný vnitřní dramatismus je obsažen v novele Stříbrný prach, kde se hlavní postava Ján Martinák zamiluje do bohaté Marie, ale neví, že je to jeho nevlastní sestra. Když se to dozví, rozhodne se, že otce, který se má vrátit z Ameriky, zabije. Na Vánoce ho však potká jako slepého ubožáka na mizině a jeho touha po pomstě vyhasne. Hlavní myšlenka novely má etické vyznání: člověk se může zbavit viny a zla utrpením, které ho očišťuje (Martinákův otec), nebo pozitivním činem (Jan). Křiklavě expresionistické dílo (jak ho pojmenoval Ján Števček) navazuje na motivy patologických jevů z Bratrů Jurgových.

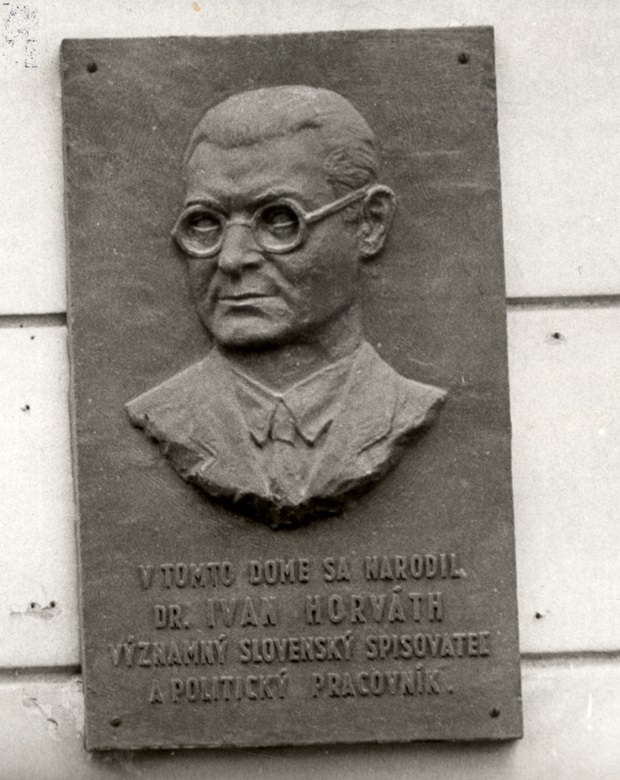
Ivan Horváth, pamětní tabule

Za jeho nejúspěšnější dílo se pokládá soubor pěti novel Vízum do Evropy, kde přibližuje atmosféru velkých evropských měst, ale důraz klade především na člověka, čímž naplňuje jeho vlastní tvrzení: "Člověk poznává město prostřednictvím lidí". Prózy vynikají poutavým dějem a psychologickou hloubkou. Dominují motivy lásky, alkoholu, studentsko-bohémského života, okouzlení životem atd., a přitom hledání lidského nitra a sebe-poznávání na pozadí smyslovosti. Periodikum Elán během března 1931 popisuje toto dílo jako exotickou květinu ve všedním pokoji. Horvátha jako autora, kterému nepostačuje idylický život vesnického lidu, ale lákají ho daleké kraje, velkoměsta, chuť moře a mlhavá krása fjordů. Toulá se po světě jako lovec, aby přišel domů s bohatou kořistí, kterou představuje domácím. Časopis Považský hlas hodnotil v roce 1928 Horvátha jako slibný talent s bohatou slovní zásobou inspirovaný francouzskými vzory, který ve svých novelách účinně ztělesňuje smutek a touhy zakřiknutých srdcí s moderní melancholií „dnešního člověka“. Píší také o nedostižných krásách a procítěnými pravdami událostí.

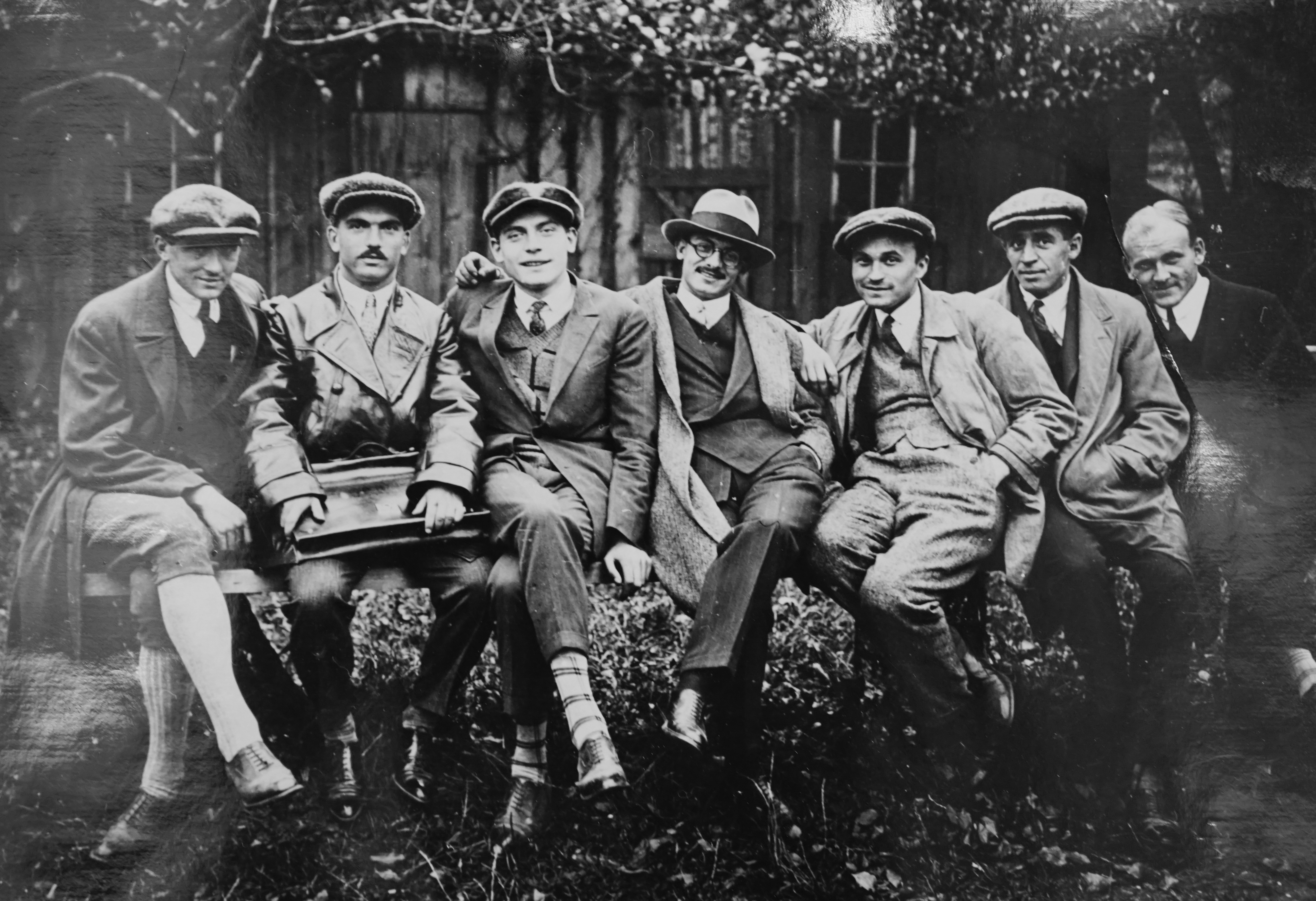
Slovenští spisovatelé (zleva druhý Emil Boleslav Lukáč, třetí Ladislav Novomeský a čtvrtý Ivan Horváth)

V letech 1934 až 1938 uveřejňuje ve Slovenských pohledech dvě novely - Zločin neživých věcí, Stín kolem nás, Poslední kauza a Zbytečný návrat. Jde o portréty lidí, kteří občansky selhaly a novely měly vyjít pod názvem Nepravděpodobný pravotář (nakonec kniha nevyšla). Horváth cestuje do Paříže, plánuje vydat knihu Návrat do Paříže, ale pomnichovská atmosféra tento záměr odložila.
Novou knihu vydal až v roce 1944 pod názvem Tak se to mělo stát, ve které jsou tři novely, kde autor prohloubil svůj ponor dovnitř člověka, hledajíc smysl života pro své postavy. Podle Petra Cabadaje opět prohloubil psychologickou kresbu protagonistů děje a přitom analyzoval pozadí dobové atmosféry, mravní problémy a vnitřní konflikty.
V roce 1947 nakonec vydává Návrat do Paříže a je to podle Petra Cabadaje považováno za nejpřesvědčivější zobrazení Paříže ve slovenské literatuře.

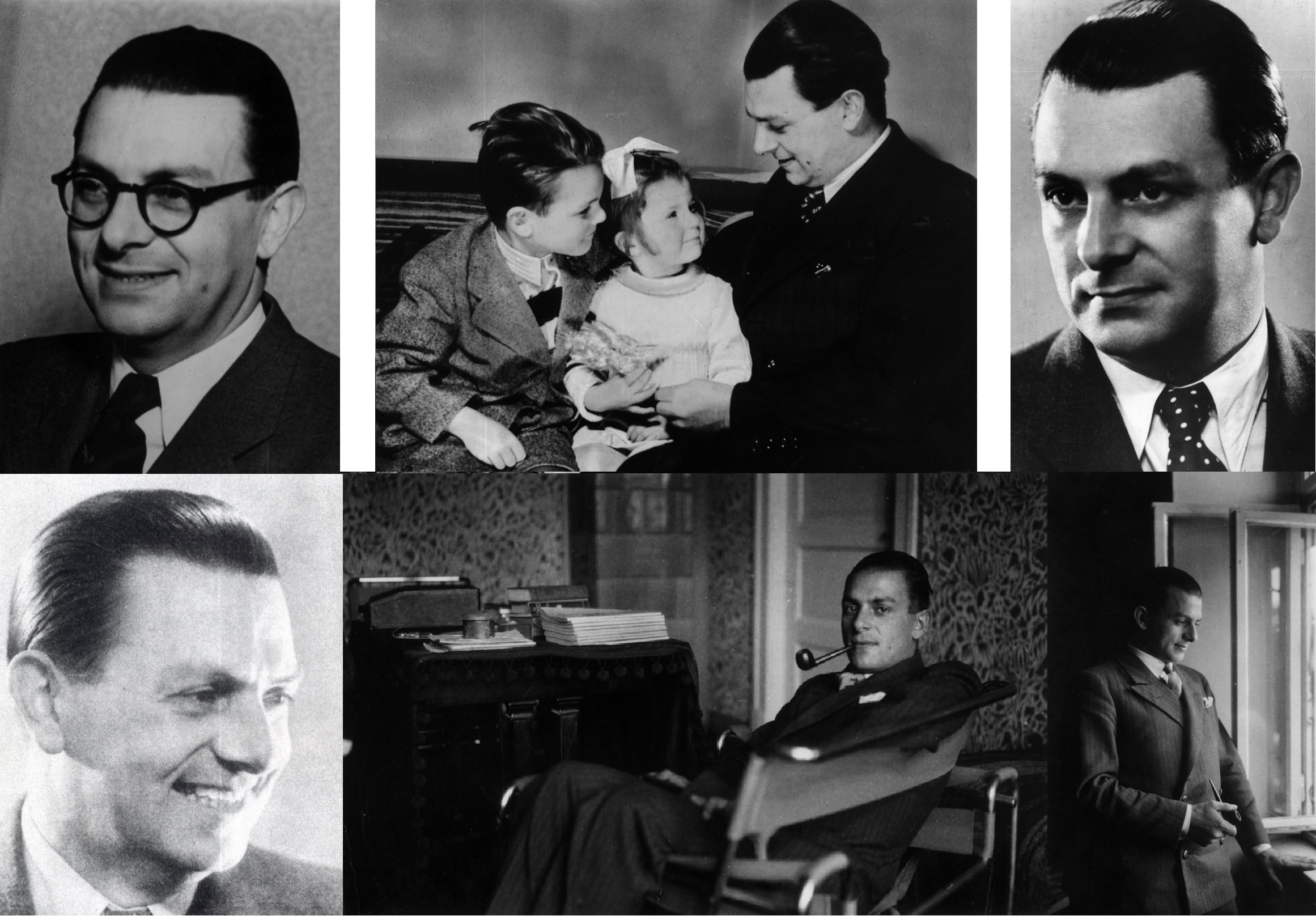
Ivan Horváth, fotografie

V roce. 1948 vyšla poslední spisovatelova kniha Život s Laurou, poetický dokument o tvořivém ovzduší umělecké generace 20. století. Vyjadřuje lásku umělců k Lauře – ženě muze, jednou konkrétní, jindy vybájené. Jana Kuzmíková zdůrazňuje v kontextu tohoto díla touhu po životě a smysl literatury – dílo pojmenovává zásadní principy modernistické tvorby 20. a 30. let. Peter Cabadaj hodnotí dílo jako pocitově-epickou evokaci bratislavské bohémy, která popisuje lásku umělců k Lauře, k „věčné-inspirátorce, jednou konkrétní, jindy vymyšlené a připomíná - podle Cabadaje - Tatarkovo dílo Panna zázračnice z roku 1944.
Ivan Horváth psal také eseje, glosy či populárně-naučné texty. Zajímavými jsou ku příkladu jeho texty o nadrealismu, plagiátech, o Oscaru Wildeovi, o freudismu, atd.
Jeho knihy ilustrovaly významné osobnosti slovenské výtvarné kultury jako Martin Benka, Vincent Hložník či Mikuláš Galanda.
V reedicích vychází Horváthova tvorba v 60., 70. a 80. letech. Ucelené dílo Ivana Horvátha vychází v Tatranu roku 1987 a v roce 2010 v Kaligramu pod názvem Prózy (doplněno o eseje, dopisy, rozhovory a názory literární vědy).
V roce 1965 vychází Vízum do Evropy (opět v roce 1981) a o rok později vydává Matice slovenská Návrat do Paříže.
Vycházejí také výběry: v roce 1971 v češtině Stín kolem nás; v roce 1973 vychází reedice textů pod názvem Dům se dvěma amory a v roce český překlad 1985 Zločin neživých věcí.
Výběr z Horváthova díla vyšel i v knize Nesmrtelní milenci 4: Slovenské milostné novely. Dílo Ivana Horvátha vychází v roce 1987. Po roce 1989 vydalo Vydavatelství Matice slovenské Ivanu Horváthovi v roce 2004 výběr Evropa koktejl. Vydavatelství Spolku slovenských spisovatelů vydalo reedici díla Život s Laurou. Vydavatelství Tatran vydalo v roce 2012 Vízum do Evropy a Ikar v roce 2017 dílo Člověk na ulici.
V roce 2010 vychází v Kaligramu výběr z jeho próz, esejí a vzpomínek na Ivana Horvátha s názvem Prózy (ed. Jana Kuzmíková).

### Ukázka z tvorby

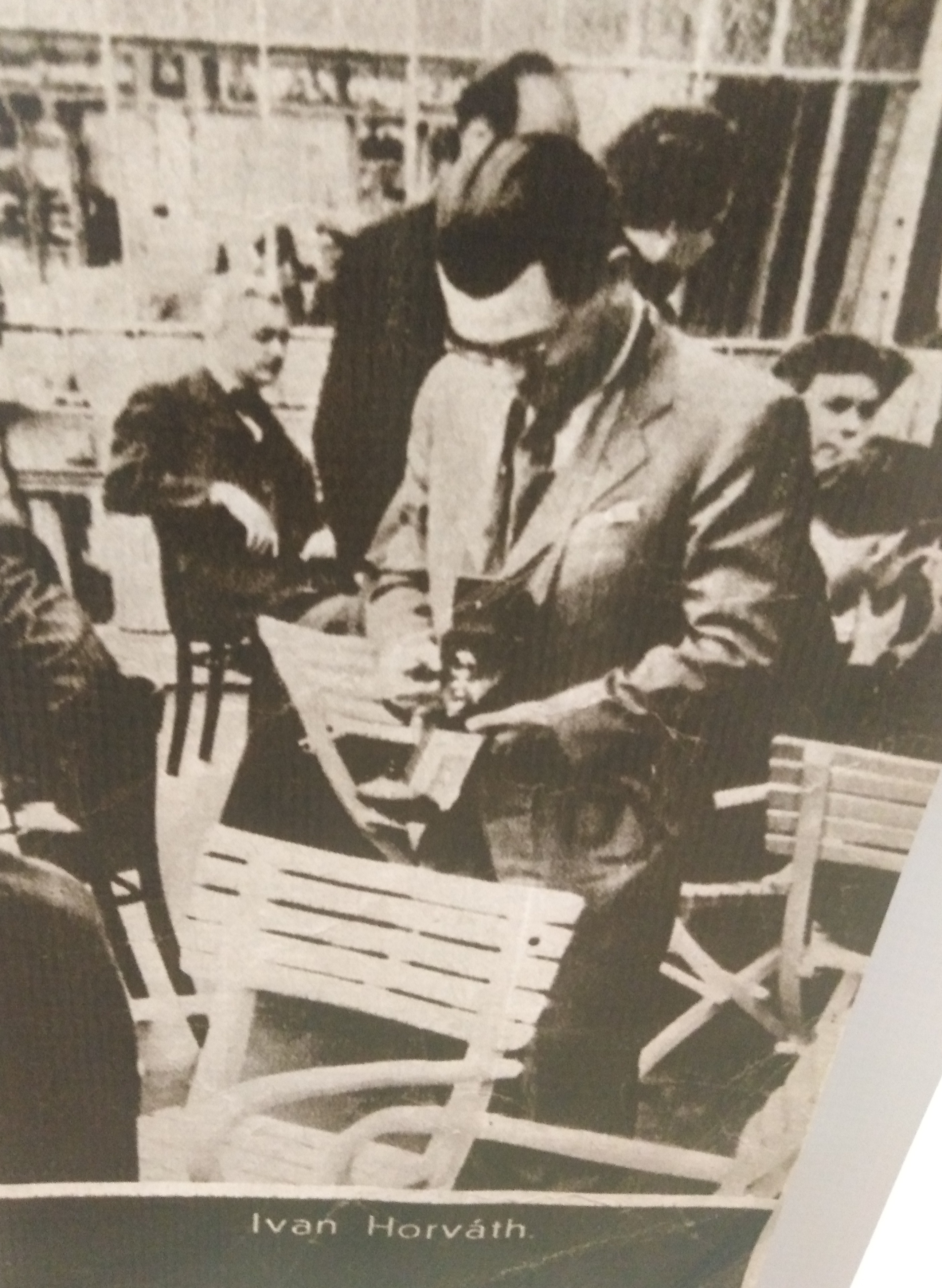
Ivan Horváth fotografuje u prvního Kongresu slovenských spisovatelů v roce 1936

| „                                                        | „Desaťtisíc hviezd tej noci nesvietilo nadarmo. ... Minúta, v ktorej sa s ňou spoznal, mala pre neho väčšiu dôležitosť než objavenie Ameriky, než podpísanie Versailleskej zmluvy... „Dážď padal stále, jeho bolesť ho ukolísala, pred ním sa vynoril kostol Svätej trojice... Laco šiel ako omráčený, myslel na severnú žiaru, za ktorou zatúžil zrazu, a nie na to, čo sa stalo. ... Piati exekútori sa v tej minúte zastrelili, a nikto o tom nevedel... nevedel čo sa stalo ako ten, ktorý prežil zemetrasenie a ešte nezbadal jeho dôsledky.“ | “ |
| — Laco a Bratislava, Ivan Horváth, Prózy, Kaligram, 2010 | |   |

| „                                                      | „Dolina sa tiahla od jedného kraja horizontu k druhému, vrchy pokryté hustým lesom ju obklopovali nežným gestom. Uprostred bol vyrúbaný úsek, v ňom ležal učupený domček, v ktorom Ján Jurga prežíval svoje slastné dni. ... Tomáš Jurga díval sa vyplakanými očami von oknom, hľadel na sýte farby jesene tam vonku. Potom predstavil si to všetko v jednej ploche ako obraz namaľovaný na okne. ... Vlak uháňal rovinami ako víťaz, robil hluk, pískal, akoby volal do boja celé okolie... Vlak mu rozprával, on sa oddal spomienkam; keď vystúpil zo stanice a kráčal hlavnou ulicou, bol ako opojený spomienkami na minulé šťastie... Bola útla, tenká ako kvet, zdalo sa, že jej zaškodí každý vietor. ... Mala malé ústa, Ingeborg, a vedela predsa povedať toľko pekných vecí. ... Mala oči čierne ako diaľka, ktorá ich bude deliť. ... I Tomáš Jurga bol kedysi smutný, veľmi smutný. Chodil bez zmyslov po byte, po uliciach, nevedel, čo chce. Často zašiel pred dom, kde bývala dávno Ingeborg, kľakol si pred ním na ulici a modlil sa: Oh vráť mi Ingeborg, daj mi Ingeborg. Viem, že ty mi ju schovávaš. ... Mala vlasy bledé a oči temné, postriekané zlatom. Jej ústa boli malé, núkali však toľko šťastia. Mesto bolo stále zakryté sivým závojom dažďa, nebo nedožičilo maliarom ani trocha vhodného svetla. Bolo to však zároveň veľmi výrečné zátišie, hovorilo o minulosti. Minulosť je však odporná, luže, niekedy síce príjemne, ale i to teraz bolelo. Pravdu má len prítomnosť a budúcnosť. Tá budúcnosť je vlastne krásna, tá prináša dary a sľuby, tá dovoľuje snívať. ... Príroda spela ďalej vo svojej obvyklej perióde, nezastala ani na chvíľku, aby obveselila Arneho, nemala času alebo nechcela. ... Hľadám svetlo a ono sa schováva predo mnou. ... Lebo aké by to bolo rozkošné, keby po krásnej jeseni bolo zase prišlo leto alebo keby jar lásky trvala večne. ... Izba bola ako rakva, v ktorej boli uzavreté všetky jeho spomienky. ... Mesto malo hromadu ulíc, tie všetky sa schádzali, poznali. Nerozišli sa nikdy, ani nevítali navzájom, boli stále dobrí priatelia, ľahko im bolo byť veselými. ... Mesto bolo stále zakryté sivým závojom dažďa, nebo nedožičilo maliarom ani trochu vhodného svetla. ... Vlasy máš ako pavučiny babieho leta, ktoré prinášajú poslednú radosť. ... V tie dni čierne oblaky na nebi odplávali na západ, zamenili ich biele, popretkávané slnečnými lúčmi. ... Vedel však dobre, že nesníva, veď Vierine vlasy boli ako hodváb a cítil ich medzi prstami, i jej hlavu pod rukou. ... Obloha bola modrá, volala, i domy mali nepokojný výzor, akoby balili a chystali sa na cestu.“ | “ |
| — Bratia Jurgovci, Ivan Horváth, Prózy, Kaligram, 2010 | |   |

### Reakce kritiky
Alexander Matuška vítá nový inovativní přístup Horvátha k francouzské kultuře. Na rozdíl od starších generací se nepohoršuje, nemoralizuje nad dekadentností a smyslností, ale skrze psychologizaci se ji snaží pochopit, znát. Český kritik Stanislav Šmatlák oceňuje Horvátha jako umělce neotřelého a zvláštního talentu a Karel Rosenbaum jako autora, který lyrizuje více situacemi než slovy, a který předznačil nové cesty moderní slovenské literatury. Jan Hamaliar nazval Horvátha díky jeho geniálnímu talentu opisování citovosti slovenským impresionistům. Andrej Mráz konstatuje, že Horváthova tvorba je silně ovlivněna filozofií relativismu a iluzionismu a nachází v ní vliv Ernsta Macha, Freuda, Einsteina a Bergsona.

## Pocta

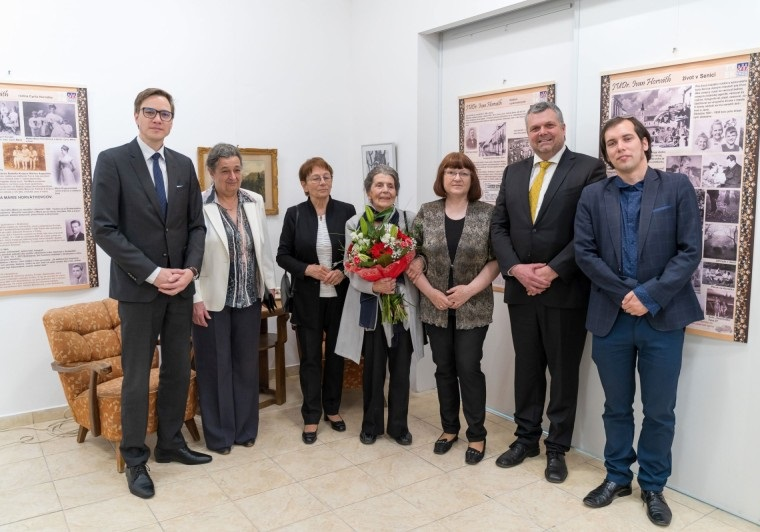
Organizátoři, rodina a řečníci na akci "Život a dílo JUDr. Ivana Horvátha", Senica, 2022 (Filip Lackovič, Eva Schillerova-Horvathová, Ľubica Krištofová, Ivan Horváth nejml.,Dr. Lukáš Perný)

Ladislav Novomeský (po rehabilitaci v 60. letech) u příležitosti odhalení památné tabule na jeho rodném domě (dům byl začátkem 70. let asanován a památná tabule je od té doby nezvěstná) o Ivanu Horváthovi řekl:
„Senica, ta stará souvěká Senica mladých let Ivana Horvátha, sotva tušila, že má, ať už v mladém, vždy uhlazeném a zdrženlivém studentovi, či později družném panu doktorovi Ivanu Horváthovi i talentovaného spisovatele, autora několika nadaných prozaických knih, které - jak na to současná kritika právem poukazuje – tvoří základy slovenské moderní prózy. ... Bože můj, jestli jednou vyčítali právě oni Horváthovým hrdinou, že "nic neví o krizi světa", a zda místní jakobíni pouze jednou vybízeli Horvátha, aby "kotvy svých myšlenek zarazil hlouběji do sociálního současna a vědomí doby?" Zdálo se tedy, že všechny tyto myšlenky o národě a na národ, o bolestech společnosti a na ně – mu byly bytostně cizí. Jak bychom si však vysvětlili, že v Ivanu Horváthovi měla ještě ilegální Slovenská národní rada, připravující se a vedoucí Slovenské národní povstání, tedy vysoký orgán revolučního hnutí a pokolení Slovenska, velmi aktivního a myslícího účastníka a spolupracovníka?! ... Horváth se pospolu se svými přáteli "vetřel do vedení" povstání, čemuž se konečně v padesátých letech ani nevyhnul a doplatil na tuto infámní konstrukci mnohaletým vězením, což se už nedalo rehabilitovat. Ale tady bych chtěl říci... že I. Horváthovi byly takové jágovské intriky, takové dobrodružné žánry cizí. Nestačil na ně. Ani v literatuře, a tím méně v životě. … Horváth však dospěl k názoru, který zastával svým intelektuálním uvažováním, překonáváním možností, co se mu poskytovaly z titulu příslušnosti ke společnosti, ze které vzešel. ... Nevím, co všechno se ještě patří říci, když se předává pamětní tabule. Ani Horváth to nevěděl. Zatahal by mě za rukáv a pošeptal by mi asi: Nech to! Nemluv už o mně! Pojď už. Nicméně bych ještě dodal nakonec svoji prosbu, o kterou by vás Ivan Horváth nejisto nepožádal: zachovejte v dobré, shovívavé a laskavé paměti jeho památku a naučte se, pokud se to už nestalo, vážit si jeho knih.“

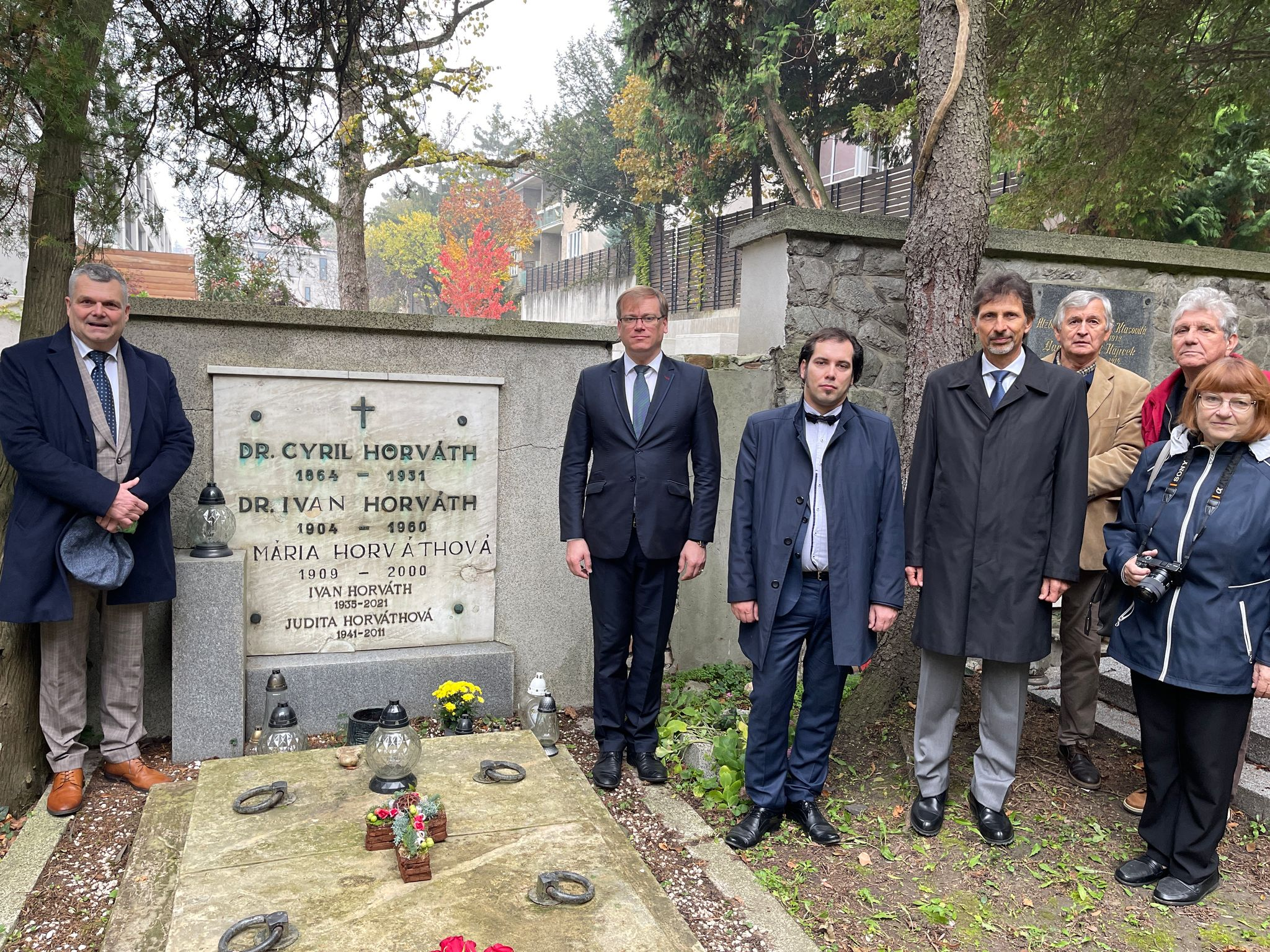
U hrobu Ivana a Cyrila Horváthových před odhalením busty

Záhorské osvětové středisko připravilo 1. května 2022 vernisáž a výstavu podrobně mapující život a dílo Ivana Horvátha. Akce, které zorganizovala Ľubica Krištofová, se zúčastnila i dcera Ivana Horvátha (Jana Schillerová-Horváthová), či neteř Ladislava Novomeského Olga Hauskrechtova a rodinní příbuzní Ivana Horvátha. Vědecký článek o Ivanu Horváthovi přednesl Lukáš Perný. Jméno Ivana Horvátha bylo následně doplněno na Záhoráckou stěnu slávy v Senici spolu s fotbalistou Fridrichem Huttem.  V říjnu 2022 připravilo Záhorské osvětové centrum v Senici výstavu fotografií fotoklubu Retina v Senici, kde dominovala i fotografická tvorba Ivana Horvátha a zúčastnili se ho potomci Ivana Horvátha.
Rádio Devín autorovi věnovalo část pořadu Ars litera.

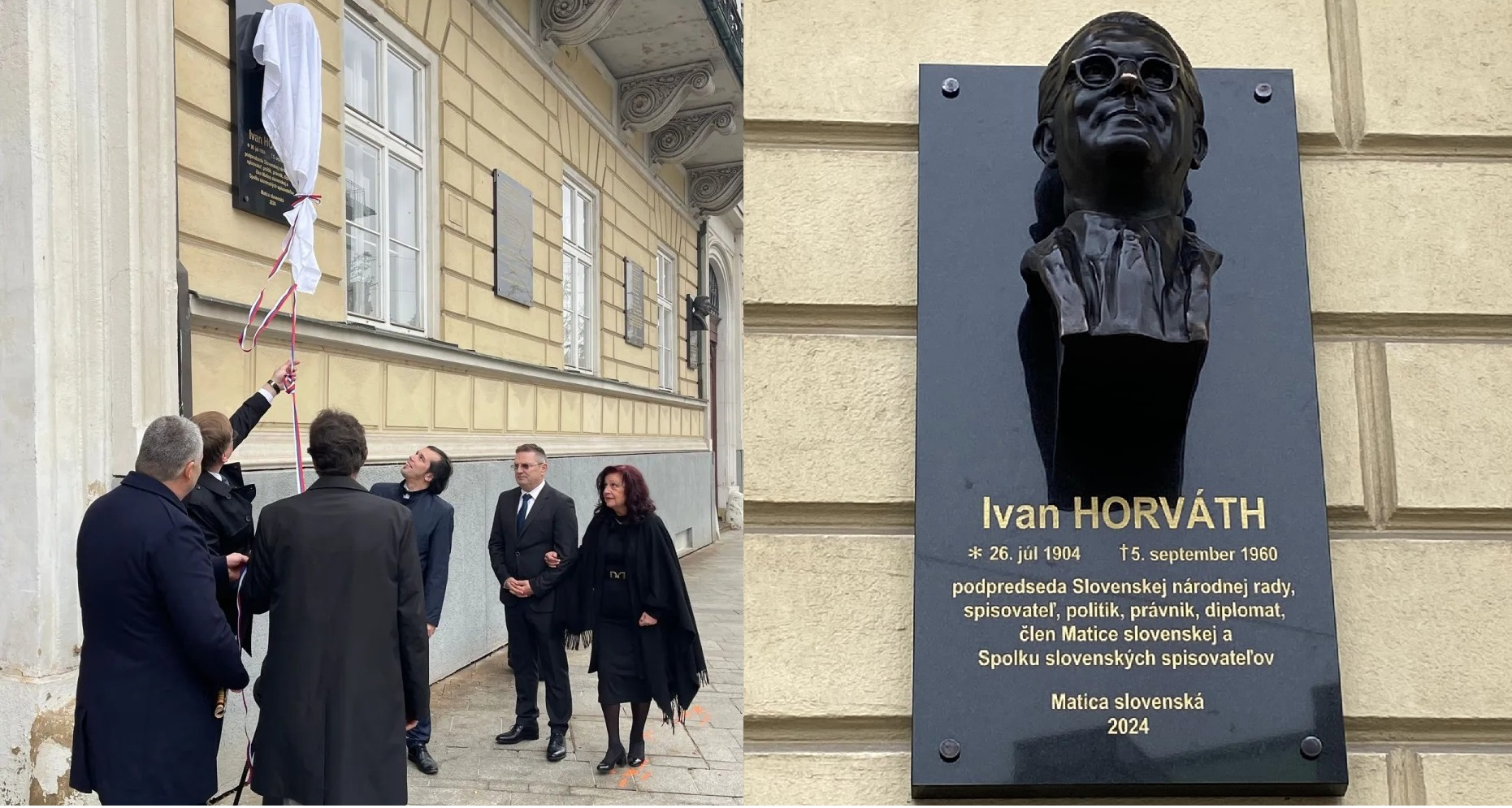
Odhalení busty Ivana Horvátha na budově historické Slovenské národní rady v Bratislavě

V roce 2024 byla na budově historické Slovenské národní rady odhalena busta Ivana Horvátha zástupci Matice slovenské, Institutu ASA, Společnosti Ladislava Novomeského, Svazu slovenských spisovatelů, Klubu nového slova a Slovenského svazu protifašistických bojovníků.